# Dora di Valgrisenche
La Dora di Valgrisenche (pron. fr. AFI: [valɡʁizɑ̃ʃ]; Doire de Valgrisenche in francese; Djouìa de Vâgresèntse in patois valdostano) è un torrente che percorre per più di 26 km la Valgrisenche ed è affluente di destra della Dora Baltea.

## Percorso
La Dora di Valgrisenche nasce nel bacino di Vaudet, alle falde del ghiacciaio della Glairetta. Poco più a valle forma il lago artificiale di Beauregard. Uscita dal lago la Dora percorre tutta la Valgrisenche e si getta nella Dora Baltea. La parte terminale della Dora viene indicata come torrente Vaudet.
Lungo il suo corso la Dora di Valgrisenche è usata per produrre energia idroelettrica. Nel comune di Avise si trova la centrale omonima che ne sfrutta le acque.